# Santa Rosa do Sul
Santa Rosa do Sul là một đô thị thuộc bang Santa Catarina, Brasil. Đô thị này có diện tích 151,44 km², dân số năm 2007 là 7949 người, mật độ 54,4 người/km².